# 圣福尔若
圣福尔若（法語：Saint-Forgeot，法語發音：[sɛ̃ fɔʁʒo]）是法国索恩-卢瓦尔省的一个市镇，属于欧坦区。

## 地理
圣福尔若（47°0'13"N, 4°17'59"E）面积15.96 平方千米，位于法国勃艮第-弗朗什-孔泰大區索恩-卢瓦尔省，该省份为法国中部省份，北起顺时针与科多尔省、汝拉省、安省、罗讷省、卢瓦尔省、阿列省和涅夫勒省接壤。
与圣福尔若接壤的市镇（或旧市镇、城区）包括：歐坦、塔韦尔奈。

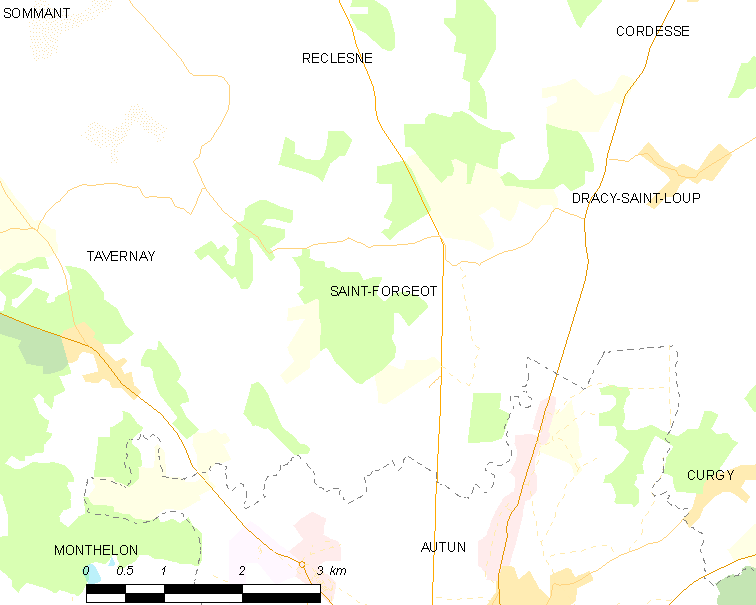
圣福尔若的OSM定位图

圣福尔若的时区为UTC+01:00、UTC+02:00（夏令时）。

## 行政
圣福尔若的邮政编码为71400，INSEE市镇编码为71414。

## 政治
圣福尔若所属的省级选区为欧坦第一县。

## 人口

1962-2008年间圣福尔若人口变化图示

圣福尔若于2022年1月1日时的人口数量为434人。